# Changji
Changji (kinesisk: 昌吉; pinyin: Chāngjí; Wade-Giles: Ch'āng-chí; uighurisk: سانجى; uighur-latin: Sanji) er et præfektur i den autonome region Xinjiang (Sinkiang) i det vestlige Kina. Changji har et areal på 73.659 km², og en befolkning på 1.360.000 mennesker, med en tæthed på 18 indb./km².
Changji ligger i den nordlige del af det centrale Xinjiang. Indbyggerne har hovedsagelig Han- eller Hui-baggrund. De vigtigste turistattraktioner er den gamle bydel i Changji og Beiting, Bogdabjerget og helleristningerne i Shimenzi i Kangjia.

## Administrative enheder
Det autonome præfektur Changji har jurisdiktion over 2 byamter (市 shì), 4 amter (县 xiàn) og et autonomt amt (自治县 zìzhìxiàn).
I 2007 blev byamtet Miquan (米泉市), som da lå under Changjis jurisdiktion, slået sammen med distriktet Dongshan (东山区) i Ürümqi og dannede dermed distriktet Midong (米东区), som kom underunder Ürümqis jurisdiktion. Dette delte det tidligere sammenhængende Changji i en østlig og en vestlig del.
| Kart              | Kart                | Kart             | Kart                   | Kart                         | Kart                        | Kart                   | Kart        | Kart      |
| ----------------- | ------------------- | ---------------- | ---------------------- | ---------------------------- | --------------------------- | ---------------------- | ----------- | --------- |
| Kort over Changji |                     |                  |                        |                              |                             |                        |             |           |
| #                 | Navn                | Hanzi            | Pinyin                 | Uighur (kona yezik̡)          | Uighur-latin (yengi yezik̡)  | Befolkning (2003 est.) | Areal (km²) | Indb./km² |
| Byamter           |                     |                  |                        |                              |                             |                        |             |           |
| 1                 | Changji             | 昌吉市           | Chāngjí Shì            | سانجى شەھىرى                 | Sanji Shehiri               | 390.000                | 7.981       | 49        |
| 2                 | Fukang              | 阜康市           | Fùkāng Shì             |                              |                             | 160.000                | 8.545       | 19        |
| Amter             |                     |                  |                        |                              |                             |                        |             |           |
| 3                 | Hutubi              | 呼图壁县         | Hūtúbì Xiàn            | قۇتۇبى ناھىيىسى              | Qutubi Nahiyisi             | 210.000                | 9.518       | 22        |
| 4                 | Manas               | 玛纳斯县         | Mǎnàsī Xiàn            | ماناس ناھىيىسى               | Manas Nahiyisi              | 170.000                | 9.154       | 19        |
| 5                 | Qitai               | 奇台县           | Qítái Xiàn             | گۇچۇڭ ناھىيىسى               | Guchung Nahiyisi            | 230.000                | 16.709      | 14        |
| 6                 | Jimsar              | 吉木萨尔县       | Jímùsà'ěr Xiàn         | جىمىسار ناھىيىسى             | Jimisar Nahiyisi            | 130.000                | 8.170       | 16        |
| Autonome amter    |                     |                  |                        |                              |                             |                        |             |           |
| 7                 | Mori (For kasakher) | 木垒哈萨克自治县 | Mùlěi Hāsàkè Zìzhìxiàn | ئاپتونوم ناھىيىسى مورى قازاق | Mori Qazaq Aptonom Nahiyisi | 90.000                 | 13.582      | 7         |

## Etnisk sammensætning
| Folkegruppe | Antal     | Andel  |
| ----------- | --------- | ------ |
| Han         | 1.129.384 | 75,14% |
| Hui         | 173.563   | 11,55% |
| Kasaker     | 119.942   | 7,98%  |
| uighurer    | 58.984    | 3,92%  |
| Mongoler    | 6.062     | 0,4%   |
| Dongxiang   | 2.908     | 0,19%  |
| Manchu      | 2.828     | 0,19%  |
| Usbeker     | 2.189     | 0,15%  |
| Andre       | 7.237     | 0,48%  |

## Trafik
Kinas rigsvej 312 løber gennem området. Den fører fra Shanghai og ender på grænsen til Kasakhstan, og passerer blandt andet Suzhou, Nanjing, Hefei, Xinyang, Xi'an, Lanzhou, Jiayuguan og Urumqi.
44°01′N 87°19′Ø / 44.017°N 87.317°Ø